# Sains-lès-Fressin

Sains-lès-Fressin este o comună în departamentul Pas-de-Calais, Franța. În 1 ianuarie 2022 avea o populație de 152 de locuitori.